# Ralbitz-Rosenthal
Ralbitz-Rosenthal, tiếng Sorbia Ralbicy-Róžant, là một đô thị ở huyện Bautzen, bang Sachsen, Đức. Đô thị Ralbitz-Rosenthal có diện tích 31,69 km², dân số thời điểm ngày 31 tháng 12 năm 2006 là 1810 người. Rosenthal là một địa điểm hành hương nổi tiếng với Blessed Virgin Mary.
Đô thị này thuộc Upper Lusatia và có các làng sau:
- Cunnewitz (tiếng Thượng Sorbia: Konjecy), 268 người
- Gränze (Hrajnca), 54 người
- Laske (Łask), 85 người
- Naußlitz (Nowoslicy), 121 người
- Neu-Schmerlitz (Nowa Smjerdźaca), 1 người
- Ralbitz (Ralbicy), 333 người
- Rosenthal (Róžant), 265 người
- Schmerlitz (Smjerdźaca), 182 người
- Schönau (Šunow), 308 người
- Zerna (Sernjany), 191 người